# 제임스 위섹
제임스 윌첵(James Wlcek, 1964년 2월 22일 ~ )은 미국의 배우이다.
뉴욕에서 태어났다.

## 출연 작품
- 하울러 (2018년)
- 더 섹터 (2016년)
- 마법의 히드라 (2009, Hydra)
- 돈 텔 (2005년)
- 리틀 블랙 북 (2004년)
- 시티 레인져 (1993년)
- 철목련 (1989년) - 마샬 역

### 텔레비전
- 원 라이프 투 리브 (1989)
- 애즈 더 월드 턴즈 (1990-92)
- JAG (2002)